# Michael Carbel
Michael Carbel Svendgaard (født 7. februar 1995) er en dansk tidligere professionel cykelrytter, der seneste kørte for NTT Pro Cycling. Han stoppede karriere i slutningen af 2020, da hans hold ikke forlængede kontrakten.
Han er sidenhen blevet crossfitter.

## Meritter
2013
1. plads  i danmarksmesterskabet for juniorer i linjeløb
2014
1. plads  i Dorpenomloop Rucphen
2. plads  i danmarksmesterskabet i linjeløb
2015
3 plads i Dwars door Drenthe
2016
7. plads i Fyen Rundt
9. plads i GP Impanis-Van Petegem
2017
4. plads i Umag Trophy
1. plads i Sparekassen Vendsyssel-løbet - CRAFT Cup
1. plads i GP Herning